# Henri Laurens
Henri Laurens (1885-1954), escultor francés, que ha sido declarado como el mayor escultor francés del siglo XX.

## Vida

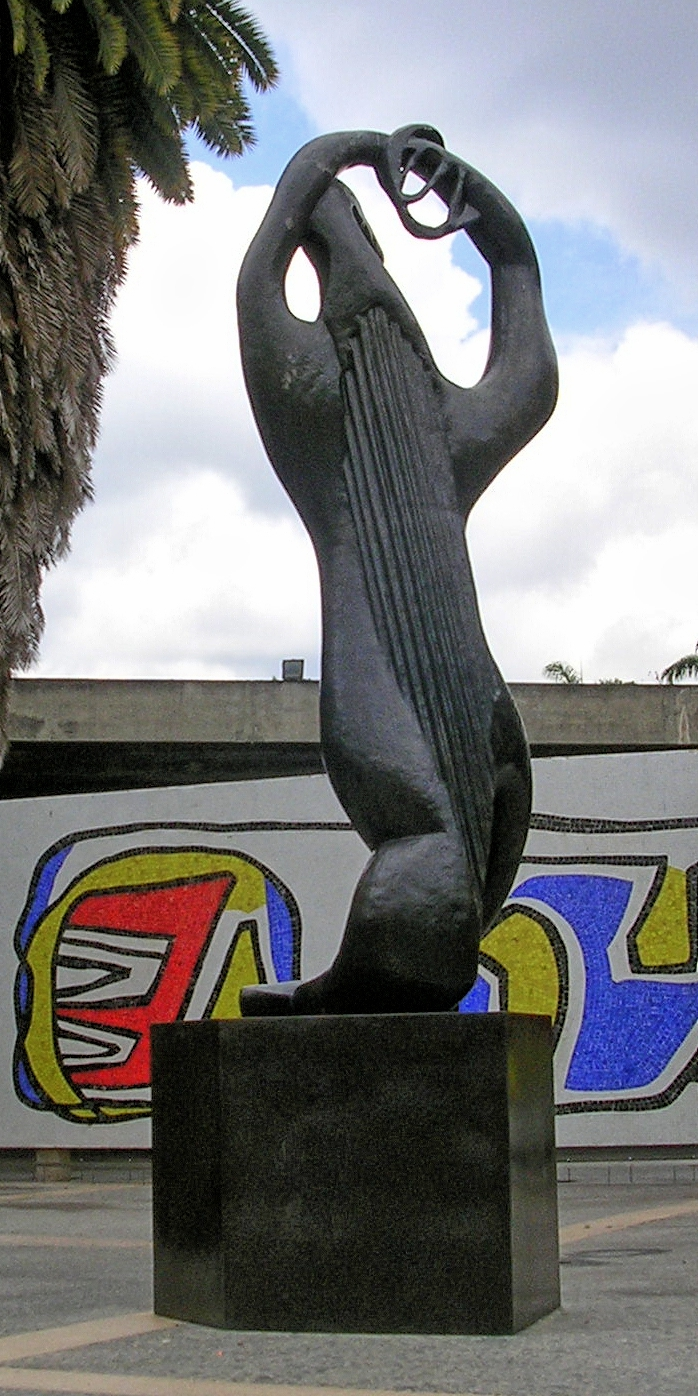
Henri Laurens "Amphion"(1952) Ubicada en la Plaza Cubierta de la Universidad Central de Venezuela, Caracas.

Nació y murió en París. De origen humilde, tuvo que trabajar mientras iba a la escuela, ingresando como aprendiz en un taller de decoración en 1899. Fue allí donde descubrió su interés por las artes plásticas; comenzó a tomar clases de dibujo y más tarde realizó algunas obras escultóricas bajo la influencia de Rodin.
En 1911 conoció a Georges Braque e iniciaron una relación fructífera. También llegó a conocer a Picasso, principal inductor del cubismo y las vanguardias que había en París durante esa época. Sus primeras obras conocidas fueron realizadas de madera y yeso, e influidas por  el estilo cubista que tiene inculcado. A partir de 1915 le pone color a sus esculturas e inicia obras hechas en piedras, láminas de metal y papel. En estas obras mezcla el cubismo con los bodegones de naturaleza muerta de Braque y Picasso. En 1916 avanza en el desarrollo de su identidad como artista y decide experimentar con collages que serían calificados como "el florecimiento del cubismo" por D. H. Kahnweiler.
Conoce a Léonce Rosenberg, que entre 1917 y 1918 organizaba exposiciones de sus obras. Entre 1919 y 1920 Laurens esculpe sus primeras piezas de bulto redondo en mediano formato, y se inicia en la talla de bajorrelieves en terracota, madera y piedra en los que logra interrelacionar pintura y escultura.
A inicio de los años 1920, Laurens abandona el cubismo para usar las líneas curvas y los volúmenes planos. El desnudo femenino se convierte en su motivo favorito.
Entre 1921 y 1922 sigue realizando relieves y también esculturas de bulto redondo que ahora son más pequeñas, estilizadas y decorativas. En 1923 la compañía de Ballet Ruso le encarga la escenografía de la obra "El Tren Azul".
Desde 1930 cambia el ánimo decorativo por la búsqueda de una expresión más estilizada. En 1933 sus representaciones de la figura humana se separan de las referencias realistas. Se interesa en los motivos mitológicos y literarios, acentuándose así el ensueño y el simbolismo entre los contenidos de sus creaciones. Desarrolla las posibilidades del bronce, y lleva sus esculturas a los grandes formatos.
A mediados de los años 1930, se dedica a la realización de piezas que ocupan el Pabellón de Sévres y el Palais de la Découverte en la Exposición Internacional de 1937 en París.

## Obras
- Mujer del abanico (1917).
- Mujer con collar (1918).
- El fumador (1919).
- El gran Amphion (1937).
- La gran música (1938).
- La sirena (1944).
- La tardor (1948)

## Premios
- 1935: Premio Helena Rubinstein
- 1958: Gran Premio de la Bienal de São Paulo

- Datos: Q738892
- Multimedia: Henri Laurens / Q738892